# Sollicitatie (katholieke moraal)
Sollicitatie is binnen de rooms-katholieke kerk een begrip uit het kerkelijk recht en de moraaltheologie.
Sollicitatie is een misdrijf dat hieruit bestaat dat een priester die de biecht afneemt, in verband met de biecht de biechteling tot een zware zonde tegen de kuisheid wil verleiden of met hem ongeoorloofde en onkuise gesprekken voert en afspraken met hem maakt. Het misdrijf is ook aanwezig wanneer de biechteling met de sollicitatie begint en de biechtvader er zo toe brengt om dergelijke verboden zaken te doen, zodat de sollicitatie ten slotte wederkerig is.
Het maakt niet uit of de biechteling die gesolliciteerd wordt een man of een vrouw is, een meerderjarige of een minderjarige. Ook maakt het niet uit of de biechteling zelf wordt verleid of met zijn hulp een andere persoon verleid zal worden, of de biechteling tot een zonde met de biechtvader of met een ander persoon of met zichzelf wordt aangezet, of de zonde later of aanstonds geschiedt. Zelfs ongeoorloofde of oneerbare gesprekken of afspraken zijn op zich reeds voldoende.
Solliciteren kan men door woorden, tekenen, gebaren, aanrakingen, of door het overhandigen van een briefje.
In 1962 vaardigde het Heilig Officie een instructie over sollicitatie uit, onder de naam Crimen Sollicitationis. Daarin wordt uitgegaan van een bredere reikwijdte van sollicitatie dan verbonden aan de situatie van de biecht.

## Denunciatie
Volgens de bepalingen van de Apostolische Constituties, in het bijzonder van de Constitutie van Benedictus XIV “Sacramentum Poenitentiae” van 1 juni 1741, is de biechteling verplicht een biechtvader aan te geven die bij de biecht sollicitatie heeft gepleegd. Deze denunciatie moet binnen een maand geschieden en wel bij de locale bisschop of bij de Congregatie van het H. Officie, sinds 1965 Congregatie voor de Geloofsleer geheten.